# Never Gone
Never Gone – szósta płyta zespołu Backstreet Boys wydana 14 czerwca 2005 roku. Utwór "Never Gone", skomponowany przez Kevina Richardsona, jest dedykowany jego zmarłemu ojcu Jeraldowi Wayne Richardsonowi (zmarł 26 sierpnia 1991 roku).

## Lista utworów
1. "Incomplete" - 3:59
2. "Just Want You To Know" - 3:53
3. "Crawling Back to You" - 3:43
4. "Weird World" - 4:12
5. "I Still..." - 3:49
6. "Poster Girl" - 3:56
7. "Lose It All" - 4:04
8. "Climbing The Walls" - 3:42
9. "My Beautiful Woman" - 3:38
10. "Safest Place To Hide" - 4:40
11. "Siberia" - 4:16
12. "Never Gone" - 3:46

### Dodatkowe utwory
13. "Song For The Unloved" - 3:40
14. "Rush Over Me" - 3:29
15. "Movin' On" - 3:31